# Fumio Demura
Fumio Demura (japonès: 出村文男)  (Yokohama, 15 de setembre de 1938 - 24 d'abril de 2023) va ser un mestre de karate japonès. També era conegut per ser un mestre de kobudo. Va aparèixer en algunes pel·lícules d'arts marcials de la saga Karate Kid, on va realitzar de doble de Pat Morita. Va arribar a sustentar el 9è dan en l'estil shitō-ryū.
Altres aparicions de Fumio Demura en el cinema són: The Warrior within (1976) L'illa del Dr. Moreau (1977), Karate Kid (1984), Karate Kid 3 (1989), Shootfighter: Fight to the death (1992), Sol naixent (1993), El nou Karate Kid (1994), Masters of the martial arts (1998, interpretada per Wesley Snipes), Mystic origins of the martial arts (1998), Modern warriors (2002), XMA: Xtreme Martial Arts (2003), i Ninja (2009).